# Dwutarczka

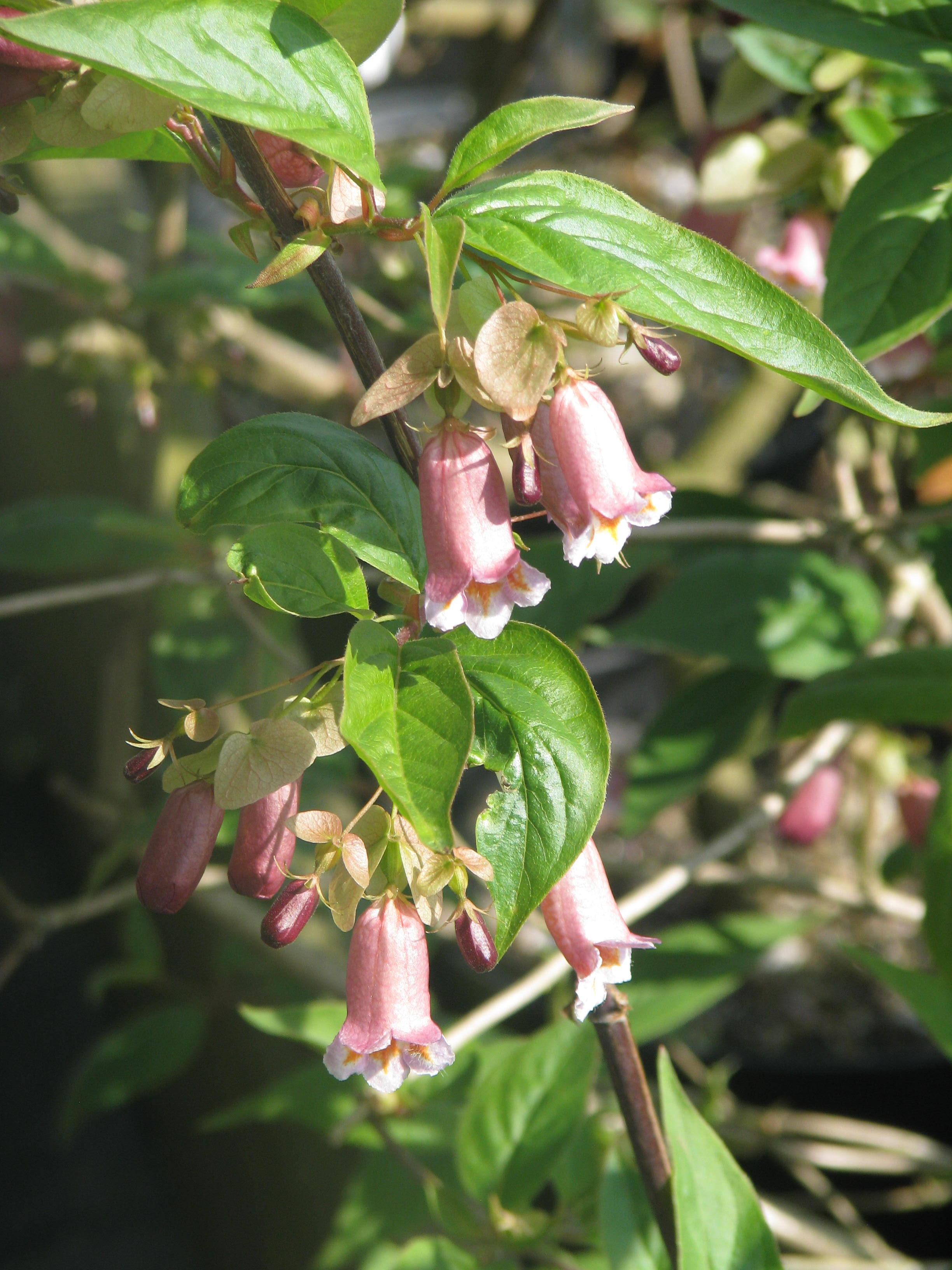
Dipelta ventricosa

Dwutarczka (Dipelta) – rodzaj krzewów z rodziny przewiertniowatych. Należą do niego cztery gatunki. Rosną one w środkowych i zachodnich Chinach, w górskich lasach, w zaroślach i na urwiskach skalnych do wysokości 1800 m n.p.m. Krzewy bardzo efektowne podczas kwitnienia, uprawiane są jako ozdobne (w Polsce dwa gatunki – D. floribunda i D. yunnanensis). Nazwa naukowa pochodzi od charakterystycznych dla tego rodzaju dwóch tarczowatych przysadek znajdujących się u nasady każdego kwiatu (z gr. pelte = mała, okrągła tarcza).

## Morfologia
PokrójKrzewy o pędach prosto wznoszących się lub przewisających, osiągające do 5 m wysokości (uprawiane w Europie Środkowej do 2,5 m).
LiścieOpadające na zimę, naprzeciwległe, krótkoogonkowe, bez przylistków. Blaszka całobrzega lub ząbkowana przy wierzchołku, słabo owłosiona na wiązkach przewodzących i wzdłuż brzegu.
KwiatyBezwonne, wyrastają pojedynczo lub zebrane po kilka w kątach liści górnej części pędów. Kwiaty wsparte są okazałymi, sercowatymi, czasem intensywnie zabarwionymi na czerwono przysadkami. U nasady każdego kwiatu znajdują się dwie tarczowate przysadki, okrywające zalążnię. Kielich składa się z 5 wąskich działek, w dole zrośniętych. Korona kwiatu w dole lejkowata, składa się z 5 płatków zrośniętych u nasady w bardzo wąską i wygiętą rurkę, na szczycie rozpostartych, dwuwargowych (górna warga z trzech łatek, dolna z dwóch). Płatki są białe lub różowe, w gardzieli zwykle żółtopomarańczowe. Pręciki są cztery, w dwóch parach, dwusilne, z nitkami zrośniętymi u nasady z rurką korony. Zalążnia jest dolna, czterokomorowa. W dwóch komorach znajdują się pojedyncze, płodne zalążki, w dwóch innych – liczne zalążki sterylne. Słupek pojedynczy z główkowatym znamieniem, krótszy od korony.
OwoceDwunasienne niełupki przerastające przez tarczowate przysadki pełniące funkcję aparatu lotnego. Owoc zwieńczony jest trwałymi działkami kielicha.

## Systematyka
Pozycja systematyczna według APweb (aktualizowany system APG IV z 2016)
W obrębie rodziny przewiertniowatych (Caprifoliaceae) rodzaj należy do podrodziny zimoziołowych (Linnaeoideae Rafinesque), stanowiąc takson siostrzany rodzaju Kolkwitzia. W 2012 Maarten J.M. Christenhusz zaproponował scalenie wszystkich przedstawicieli tej podrodziny (rodzajów Abelia, Diabelia, Dipelta, Kolkwitzia i Vesalea) w jeden rodzaj zimoziół Linnaea. Propozycja ta nie została powszechnie przyjęta.
Wykaz gatunków
- Dipelta elegans Batalin
- Dipelta floribunda Maxim. – dwutarczka kwiecista
- Dipelta wenxianensis Yi F.Wang & Y.S.Lian
- Dipelta yunnanensis Franch.

## Uprawa
W Europie Środkowej może przemarzać do poziomu śniegu podczas surowych zim, dlatego rośliny z tego rodzaju wymagają okrywania, zwłaszcza siewki. Najlepiej rosną na glebie świeżej, piaszczysto-gliniastej, w miejscach nasłonecznionych.
Rośliny z tego rodzaju można rozmnażać z nasion (wysiewanych w inspektach lub szklarniach wczesną wiosną) lub z sadzonek ukorzenianych w czerwcu.